# Constant Van Crombrugghe
Constant Van Crombrugghe, né le 14 octobre 1789 à Grammont (Belgique) et mort le 1er septembre 1865 à Gand (Belgique), est prêtre catholique belge et chanoine du diocèse de Gand. Membre du Congrès national, en 1830 il est le fondateur des Pères Joséphites et des Filles de Marie et de Joseph.

## Biographie
Van Crombrugghe fut ordonné prêtre en 1811 et nommé successivement vicaire à Mouscron et à Houdain-lez-Bavay. En 1825 il était supérieur du collège Saint-Joseph d'Alost et membre du conseil épiscopal de Gand. En novembre 1830 les électeurs d’Alost l’envoyèrent siéger au Congrès national.
Il fut chanoine titulaire, archidiacre et doyen du chapitre de Saint-Bavon de Gand.
Il fonda la congrégation des Pères Joséphites, et trois autres congrégations religieuses féminines, les Dames de Marie, les Sœurs de Saint-Joseph et les Sœurs noires.

## Sources
- C. Beyaert, Biographies des membres du Congrès national, Bruxelles, 1930, p. 96